# 捷尼舍沃 (韃靼斯坦共和國)
捷尼舍沃（羅馬化：Tenishevo，羅馬化：Teneş）是俄罗斯鞑靼斯坦共和国的市级镇，为卡姆斯科耶乌斯季耶区规模最小的市级镇。地处鞑靼斯坦共和国西部，位于区行政中心卡姆斯科耶乌斯季耶西北侧、共和国首府喀山南偏东方。
捷尼舍沃东临古比雪夫水库，在卡马河汇入伏尔加河处的对岸。
该地2022年人口有676人；2010年人口809人；2002年人口866人。